# 实用汉语课本
实用汉语课本是北京語言學院受中华人民共和国教育部委託為了教授非汉语母語人士學習汉语而編寫的的六冊汉语教学丛书，第一、二冊于1981年由商務印書館首次出版，並由劉珣、鄧恩明、劉社會編寫。第三、四冊於1986年出版。在一些歐美國的大學漢語課程中，实用汉语课本的一、二冊普及率達到75%。該課本的英文版20年間印刷了17次。2002年又推出新實用漢語課本，同樣為6冊。

## 外部鏈接
- PCR Student resources; vocabulary lists, dialogue, etc （页面存档备份，存于）
- Publisher of New Practical Chinese Reader: Beijing Language and Culture University Press (BLCUP) （页面存档备份，存于）
- HSK Flashcards; PCR and NPCR vocabulary lists, online flashcards, and printable flashcards （页面存档备份，存于）